# Новозеландський чорний кріль
Новозеландський чорний — порода кролів м'ясо-шкуркового напряму.

## Історія
Новозеландські чорні — порода досить нова. Отримана шляхом спаровування новозеландських червоних кролів з новозеландськими білими. Вона зареєстрована в голландському каталозі в 1981 році. Не у всіх європейських країнах зареєстровані чорні новозеландці, тому поки що купити кроликів для розведення дуже складно.

## Біологічні характеристики
Новозеландські чорні — великі м'ясні кролі вагою до 5 кг. Тварини кремезні, з широким кістяком, добре розвиненою мускулатурою і особливо потужними задніми кінцівками, передні кінцівки теж м'язисті, міцні, проте короткі. Корпус новозеландських чорних однакової ширини ззаду і спереду, шия практично не виражена, тому статура кролика здається ще більш широкою: враження посилюється належного вигляду головою. V-подібні вуха досягають довжини 12 см.
Порода флегматична, надзвичайно спокійна, до захворювань — стійка, до північного клімату — звична. Тому вони гарні в розведенні, а з урахуванням кількості і якості м'яса й краси хутра — ще й вигідні.

## Хутро
Хутро кроликів цієї породи густе, блискуче, з багатим підшерстям, рівномірного чорного кольору — без іржі та білих волосків. На відміну від білих новозеладців волоски хутра мають довжину не 3 см, а 3,5 — 4 см, тому виглядає хутро багатшим, а самі кролики — об'ємніші.